# Större hocko
Större hocko (Crax rubra) är en mycket stor fågel i familjen trädhöns inom ordningen hönsfåglar. Den förekommer från Mexiko söderut genom Centralamerika till västra Ecuador. Arten minskar kraftigt i antal till följd av hårt jakttryck och skogsavverkningar. 

## Utseende och läte
Större hocko är en mycket stor hönsfågel med långa ben och lång stjärt. Hanen är 87–92 cm lång och väger nästan 5 kg, medan honan blir 78–84 cm.
Hanen är svart med vitt på nedre delen av buken och undergumpen. På huvudet syns en stor raggig eller krullig tofs och en lysande gul knöl på näbben. Liknande svarthockon är också svart med gul vaxhud, men saknar knölen och huvudtofsen är mycket mindre.
Honan har unikt för Crax-arterna tre färgformer, oftast rostfärgad, svartakig eller, sällsynt, tvärbandad. Den rostfärgade formen förekommer inte i Mexiko och den bandade inte i Sydamerika. Mellanformer förekommer också.

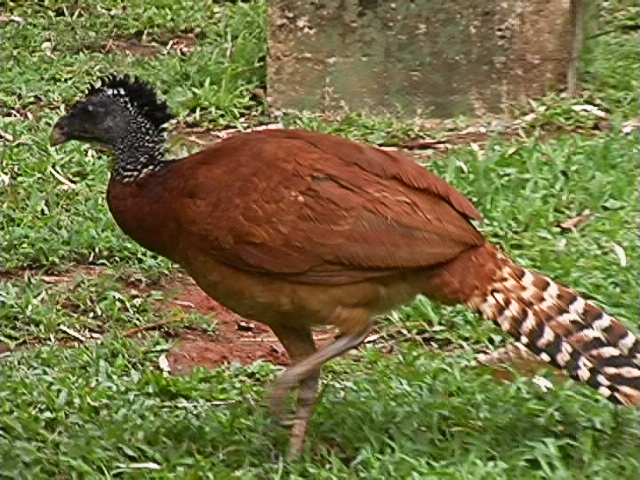
Adult hona, röd morf.

Lätena varierar från djupa dånande ljud till ljusa skall.

## Utbredning och systematik
Större hocko delas in i två underarter med följande utbredning:
- Crax rubra rubra – förekommer i regnskog från östra Mexiko till västra Ecuador
- Crax rubra griscomi – förekommer på Cozumel (utanför Yucatánkusten, Mexiko); eventuellt utdöd

## Levnadssätt
Större hocko förekommer i fuktiga tropiska skogar, numera sällan annat än i skyddade eller mycket avlägsna områden. Den ses vanligen på marken, enstaka eller i smågrupper, men födosöker också i träd. Födan består mestadels av frukt, men kan också ta animalisk föda, både ryggradslösa djur och ryggradsdjur.

## Status och hot
Större hocko är upptagen på naturvårdsunionen IUCN:s röda lista som sårbar. Den har minskat kraftigt i antal på grund av hårt jakktryck och habitatförlust. Världsbeståndet uppskattas till 40 000–50 000 vuxna individer.